# 莫米松 (大西洋卢瓦尔省)
莫米松（法語：Maumusson，法語發音：[momysɔ̃]）是法国大西洋卢瓦尔省的一个旧市镇，位于该省东北部，属于沙托布里扬-昂斯尼区。2018年，莫米松与临近的5个市镇合并为新市镇瓦隆德莱德尔（Vallons de l'Erdre）。

## 地理
莫米松（47°28'58"N, 1°6'20"W）面积24.56 平方千米，位于法国卢瓦尔河地区大区大西洋卢瓦尔省，该省份为法国西北部沿海省份，位于布列塔尼半岛东南部，北起伊勒-维莱讷省，西北接莫尔比昂省，西临大西洋，南至旺代省，东临曼恩-卢瓦尔省。
与莫米松接壤的市镇（或旧市镇、城区）包括：弗雷涅、贝利涅、博讷夫尔、帕讷塞、普耶莱科托、拉鲁克西耶尔、圣马尔拉雅耶、拉罗什布朗什、卢瓦罗克桑斯。

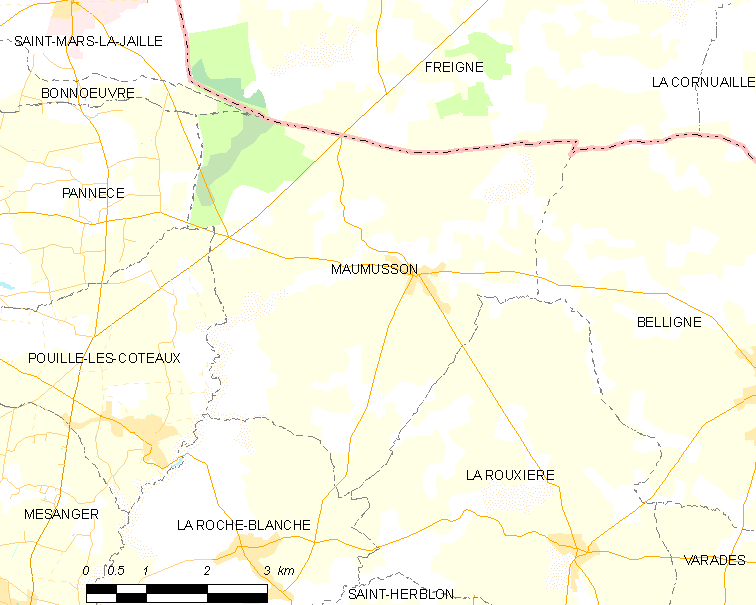
的OSM定位图

莫米松的时区为UTC+01:00、UTC+02:00（夏令时）。

## 行政
莫米松的邮政编码为44540，INSEE市镇编码为44093。

## 政治
莫米松所属的省级选区为昂斯尼-圣热雷翁县。

## 人口

1962-2008年间人口变化图示

莫米松于2018年1月1日时的人口数量为1064人。